# Đường Tăng (nhân vật tiểu thuyết)
Đường Tăng, hay còn gọi là Đường Tam Tạng (tiếng Trung: 唐三藏, bính âm: Táng sānzàng), là nhân vật trong tiểu thuyết Tây Du Ký của Ngô Thừa Ân, được phỏng theo nhân vật có thật là Trần Huyền Trang. Câu chuyện Tây Du Ký chủ yếu kể về cuộc hành trình đi lấy kinh của ông cùng với 4 người đệ tử: Tôn Ngộ Không, Trư Bát Giới, Sa Tăng và Bạch Long Mã.

## Tiểu sử
Cũng giống như đệ tử của ông là Tôn Ngộ Không, Đường Tăng cũng có khá nhiều tên gọi:
- Giang Lưu Nhi (Đứa trẻ trôi sông): Được đặt bởi Pháp Minh thiền sư, khi Đường Tăng hồi bé bị mẹ thả sông lưu lạc.
- Chiên Đàn Công Đức Phật: Được phong phật khi lấy được kinh, tu thành chính quả.

## Câu chuyện
Đường Tam Tạng, họ Trần tên Huyền Trang, tên hồi bé là Giang Lưu, kiếp trước là Kim Thiền Tử, đệ tử của Phật Tổ Như Lai, do ngủ gật trong giờ giảng kinh và vô tình đá đổ một hạt gạo nên bị phạt đày xuống trần gian tu 10 kiếp và phải trải qua 81 kiếp nạn mới được trở lại Linh Sơn.
Trong 9 kiếp đầu, Kim Thiền Tử có đi lấy kinh nhưng qua sông Lưu Sa lại bị Quyển Liêm (Sa Tăng) ăn thịt, mỗi lần ăn thịt lại ném đầu lâu xuống sông nhưng đầu lâu không chìm, thấy là vật lạ nên Quyển Liêm xâu đầu lâu lại thành vòng cổ, tổng cộng 9 kiếp của Kim Thiền Tử đều bị Quyển Liêm ăn thịt nên không thể đi lấy được kinh, chỉ góp phần làm cho chuỗi vòng đầu lâu có đến chín cái sọ.
Tới thời vua Đường Thái Tông, có ông Trần Quang Nhụy thi đỗ trạng nguyên, sau được bà Ân Ôn Kiều chọn và cưới bà Ân Ôn Kiều, trở thành con rể Ân thừa tướng, rồi mang thai Huyền Trang. Sau này, Quang Nhuỵ được nhậm chức đi xa, anh cùng vợ và mẹ lên đường nhận chức. Giữa đường, mẹ Quang Nhuỵ bị bệnh nên tạm thời gửi lại quán trọ, sau khi nhận quan sẽ quay lại đón nhưng ai dè trên đường sang sông, Quang Nhụy bị tên cướp là Lưu Hồng hạ sát, vứt xác xuống sông, giành chức lẫn cướp vợ. May sao Quang Nhụy trước kia có ơn với Long Vương nên xác được bảo quản kĩ, không thối rữa. Bà Ôn Kiều sinh Trần Huyền Trang, lo lắng con bị Lưu Hồng hại, bà cắn ngón chân con trai làm dấu, cho trôi sông cùng với bức thư. Trần Huyền Trang trôi theo dòng nước đến chùa Kim Sơn, được sư ở đây nuôi lớn, dạy dỗ và khi lên 18 thì được nói về quá khứ của mình.
Biết được quá khứ, Huyền Trang về xứ cũ tìm bà nội và chữa bệnh cho bà, tìm mẹ và nhờ ông ngoại cứu mẹ. Cha sau này khi mọi chuyện xong xuôi được hồi sinh, gia đình đoàn tụ nhưng Huyền Trang lại tiếp tục tu, bà Ôn Kiều sau uống thuốc độc tự tử, bi kịch tiếp nối bi kịch...
Tính từ khi sinh đến thời điểm này, Tam Tạng đã trải qua 4 kiếp nạn trong 81 kiếp nạn.
Cuộc hành trình của Huyền Trang bắt đầu sau khi vua Đường Thái Tông đã mời Huyền Trang về giảng kinh thư. Bồ Tát hóa thân đến thành Trường An thấy Huyền Trang, tặng cho Huyền Trang áo cà sa và cây tích trượng, nói rằng cách Đông Thổ 108000 dặm là Linh Sơn có 3 tạng kinh Đại Thừa Chân Kinh, có được sẽ cảm hoá được chúng sinh. Huyền Trang quyết tâm ra đi để thỉnh kinh về.
Vua khuyến khích đi, đặt tên Huyền Trang là Tam Tạng, kết nghĩa huynh đệ, tặng cho cái bát vàng, một con ngựa trắng và 2 sư đi cùng.

### Tam Tạng bắt đầu cuộc hành trình
Đáng tiếc thay, vừa ra khỏi thành thì 2 người tuỳ tùng bị yêu quái giết, nhờ có Thái Bạch Kim Tinh cứu, Đường Tăng may mắn sống sót. Tam Tạng được thợ săn Lưu Bá Khâm giúp đỡ trước khi gặp đồ đệ đầu tiên là Tôn Ngộ Không. Và từ đây, ông tiếp tục trải qua hết 81 kiếp nạn cùng 4 người đệ tử của mình và lấy được chân kinh, tu thành chính quả, được phong chức Chiên Đàn Công Đức Phật hay Công Đức Phật Tổ hay Vô Lượng Công Đức Phật.

## Hình ảnh tượng trưng
Đường Tăng tượng trưng cho thứ đứng đầu trong Ngũ vị nhất thể, đó là Thân. Bởi lẽ Tam Tạng là cái Thân, nên chính kiến của bản thân còn phụ thuộc vào sự tranh đấu giữa Tâm (Tôn Ngộ Không) và Tình (Trư Bát Giới). Nếu chú ý ta có thể thấy, mỗi lần gặp yêu quái biến hóa, Đường Tăng thường muốn cứu, Ngộ Không khuyên không cứu thì Bát Giới lại phản đối muốn cứu. Và lần nào nghe Trư Bát Giới thì lại bị yêu quái bắt. Điều này cũng giống như khi con người nghe theo cái Tình thì rất dễ bị sa ngã, hay trong trường hợp này là bị yêu quái bắt. Đặc biệt có thể kể đến điển tích Ba lần đánh Bạch Cốt Tinh, Đường Tăng nghe lời xui khiến của Trư Bát Giới, đuổi Tôn Ngộ Không đi.
Tam Tạng là cái Thân, cũng là tâm điểm của cả đoàn thỉnh kinh, như vậy cũng bởi cái Thân có thể tiếp tục sống, hay tiếp tục tu hành cũng cần đến Tâm (Tôn Ngộ Không), Tình (Trư Bát Giới), Tính (Sa Tăng) và Ý (Bạch Long Mã). Thân phải có đủ 4 điều trên, mới có thể đến được Linh Sơn mà tu thành chính quả.